# Meredith Hunter
Meredith Hunter (Contea di Alameda, 24 ottobre 1951 – Altamont, 6 dicembre 1969) è stato un giovane afroamericano accoltellato a morte nel 1969 di fronte al palco all'Altamont Free Concert, festival rock tenuto all'Altamont Raceway Park, durante l'esibizione dei Rolling Stones.

## L'omicidio
Durante l'esibizione dei Rolling Stones, Hunter venne pestato e successivamente accoltellato a morte da Alan Passaro, un ventunenne membro degli Hells Angels, famoso club di motociclisti che venne ingaggiato come security per il festival. Gravemente ferito, il giovane morì durante il trasporto in ospedale. Passaro fu accusato del crimine, ma si appellò al fatto che avesse agito per autodifesa nei confronti di Hunter (probabilmente provocato e sotto effetto di metanfetamine), e che quest'ultimo avesse probabilmente estratto una pistola (il fatto è visibile nel film, benché la pistola non sia mai stata trovata).
L'omicidio fu ripreso nel documentario Gimme Shelter diretto da Albert e David Maysles grazie al cameraman Baird Bryant che riprese il momento esatto della vicenda. Secondo una leggenda metropolitana la canzone cantata dai Rolling Stones durante l'omicidio sarebbe stata Sympathy for the Devil. In realtà, sebbene il brano fosse stato suonato durante il concerto poco prima (ed interrotto a causa dei tumulti del pubblico e degli Angels), la canzone suonata dal gruppo in quel preciso momento era Under My Thumb.
Nella sequenza del film, della durata di circa due secondi, si vede Hunter arrivare verso il palco seguito dalla sua fidanzata Patty Bredehoft alzando la mano mostrando quello che sembra essere un revolver. In quello stesso momento si vede Passaro arrivare dalla destra spingendo Hunter fuori dall'inquadratura e aggredendolo con due coltellate. Passaro venne poi accusato di aver accoltellato Hunter cinque volte e testimoni hanno riportato che venne anche volontariamente calpestato e calciato da numerosi Hell's Angels sul posto mentre si trovava a terra ferito.

## Conseguenze
Alan Passaro venne arrestato e accusato dell'omicidio di Meredith Hunter, ma gli venne riconosciuta la legittima difesa quando la giuria esaminò il film del concerto durante il processo mostrando Hunter impugnare apparentemente una pistola e puntarla probabilmente verso il palco, venendo così assolto.
I Rolling Stones affermarono di non essersi resi conto dell'omicidio avvenuto durante il concerto; nel film-documentario Gimme Shelter, si vede Mick Jagger accorgersi dei tumulti tra il pubblico e minaccia di interrompere definitivamente il concerto prima di venir allontanato dal palco e venir informato che qualcuno tra il pubblico era stato visto in possesso di una pistola. Il film mostra poi Mick Jagger rivedere il momento dell'assassinio ripreso dalla telecamera, verosimilmente per la prima volta.
Poco dopo l'omicidio, la madre di Hunter, Altha May Anderson, chiese di trasformare l'Altamont Raceway in un parco pubblico in memoria delle vittime (oltre a Meredith morirono altre tre persone a causa dei tumulti) per impedire altri eventi pericolosi. La contea di Alameda però votò per mantenere il luogo come circuito automobilistico, ma annullando la possibilità di fare concerti sul luogo e ridurre il pubblico ad un massimo di 3.000 spettatori.
Alan Passaro annegò nel lago Anderson, nel sud della contea di Santa Clara, nel 1985; la polizia affermò di ritenere la morte piuttosto sospetta. Fu seppellito nel Los Gatos Memorial Park a San Jose, California.
Nel corso degli anni ci sono state voci su un secondo assalitore non identificato che avrebbe causato le ferite mortali a Hunter, di conseguenza la polizia considerò il caso ancora aperto. Il 25 maggio 2005, l'ufficio della contea di Alameda annunciò però che il caso era ufficialmente chiuso. Gli investigatori però, dopo due ulteriori anni di indagine, smentirono la teoria di un secondo Hell's Angel nell'accoltellamento di Meredith Hunter.
Nel 2006 il regista Sam Green rilasciò un breve documentario intitolato Lot 63, Grave C, incentrato sull'ultimo giorno di Hunter e sulla tomba senza nome in cui venne seppellito il 10 dicembre 1969 nello Skyview Memorial Lawn Cemetery di Vallejo. Dopo alcune proiezioni in vari festival, numerose persone hanno fatto donazioni al cimitero al fine di acquistare una lapide per Meredith Hunter, eretta poi nel 2008.